# Bereifte Traubenbasidie
Die Bereifte Traubenbasidie (Botryobasidium pruinatum) ist eine Ständerpilzart aus der Familie der Traubenbasidienverwandten (Botryobasidiaceae). Sie bildet resupinate, spinnwebartige Fruchtkörper aus, die auf den Stämmen abgestorbener Laubbäume, seltener auf Koniferen wachsen. Die Art ist paläarktisch verbreitet. Die Fruktifikation erfolgt im Frühjahr und Herbst. Eine Anamorphe der Art ist nicht bekannt.

## Merkmale

### Makroskopische Merkmale
Die Bereifte Traubenbasidie besitzt gespinstartige Fruchtkörper, die resupinat (also vollständig anliegend) auf ihrem Substrat wachsen und unter der Lupe leicht netzartig erscheinen. Sie sind grau oder gelblich-ockerfarbig.

### Mikroskopische Merkmale
Wie bei allen Traubenbasidien ist die Hyphenstruktur der Bereiften Traubenbasidie monomitisch, besteht also nur aus generativen Hyphen, die sich rechtwinklig verzweigen. Die Basalhyphen sind gelb oder braun, rau, sehr breit (15–20 µm) und langzellig. Die 5–8 µm breiten Subhymenialhyphen sind dünnwandig, reich verzweigt und inkrustiert. Die Art verfügt nicht über Zystiden oder Schnallen. Die meist 6-sporigen, 15–25 × 7–10 µm großen Basidien der Art wachsen in Nestern und sind subzylindrisch. An ihrer Basis sind sie einfach septiert. Die Sporen sind ellipsoid bis eiförmig, 5–8 × 2,5–3,5 µm groß, glatt und leicht dickwandig.

## Verbreitung
Die Bereifte Traubenbasidie ist westpaläarktisch verbreitet. Die Verbreitung reicht von Nordafrika über Europa bis in den Iran.

## Ökologie
Die Bereifte Traubenbasidie ist ein Saprobiont, der Totholz von Laubbäumen und, seltener, Koniferen besiedelt. Die Fruchtkörper sind auf liegenden und bodennahen Ästen und Stämmen zu finden. Häufige Substrate sind Rot-Buche (Fagus sylvatica), Ahorne (Acer spp.) und Eichen (Quercus spp.).